# مدرسه در ایران

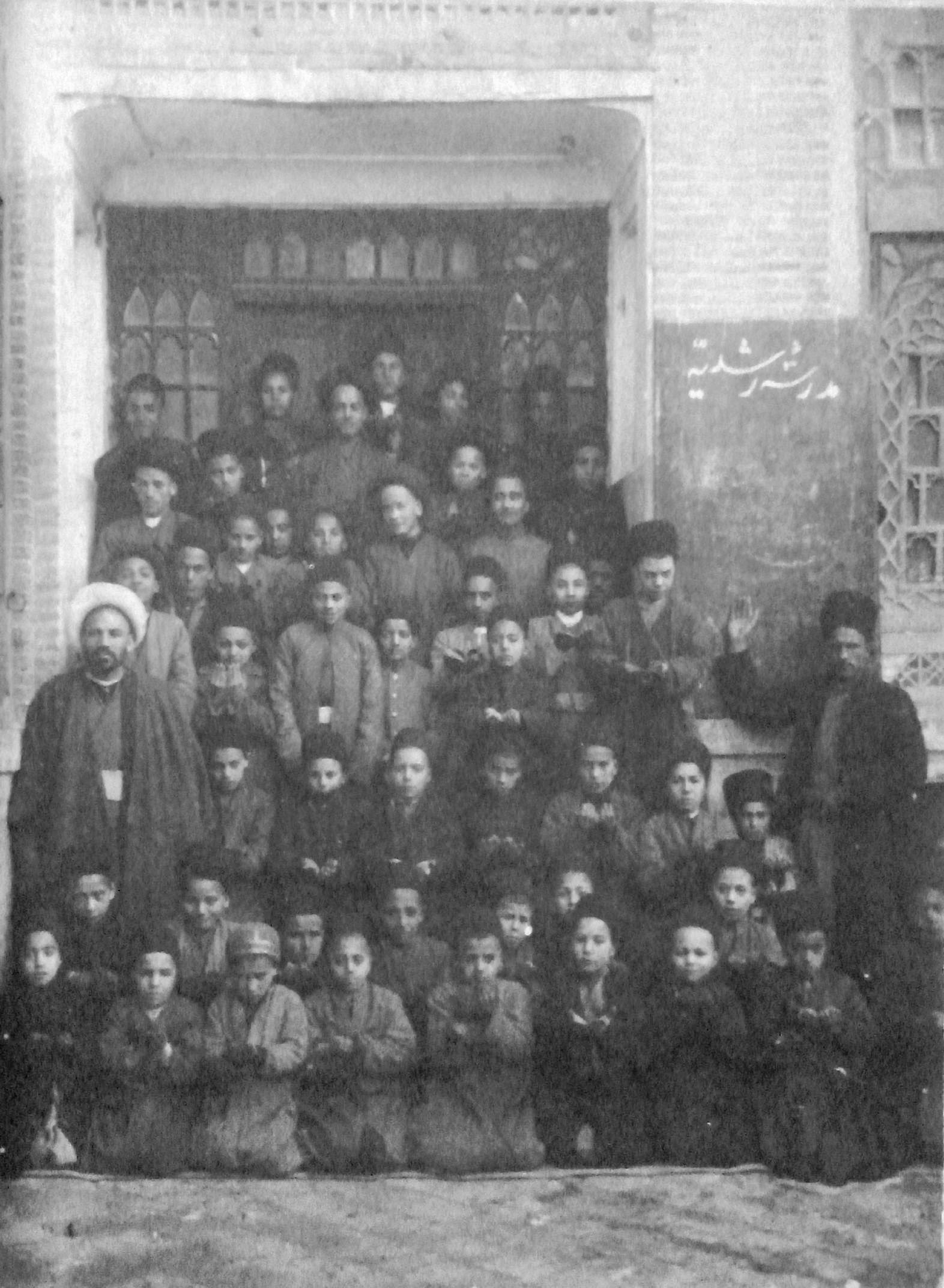
مدرسهٔ رشدیه

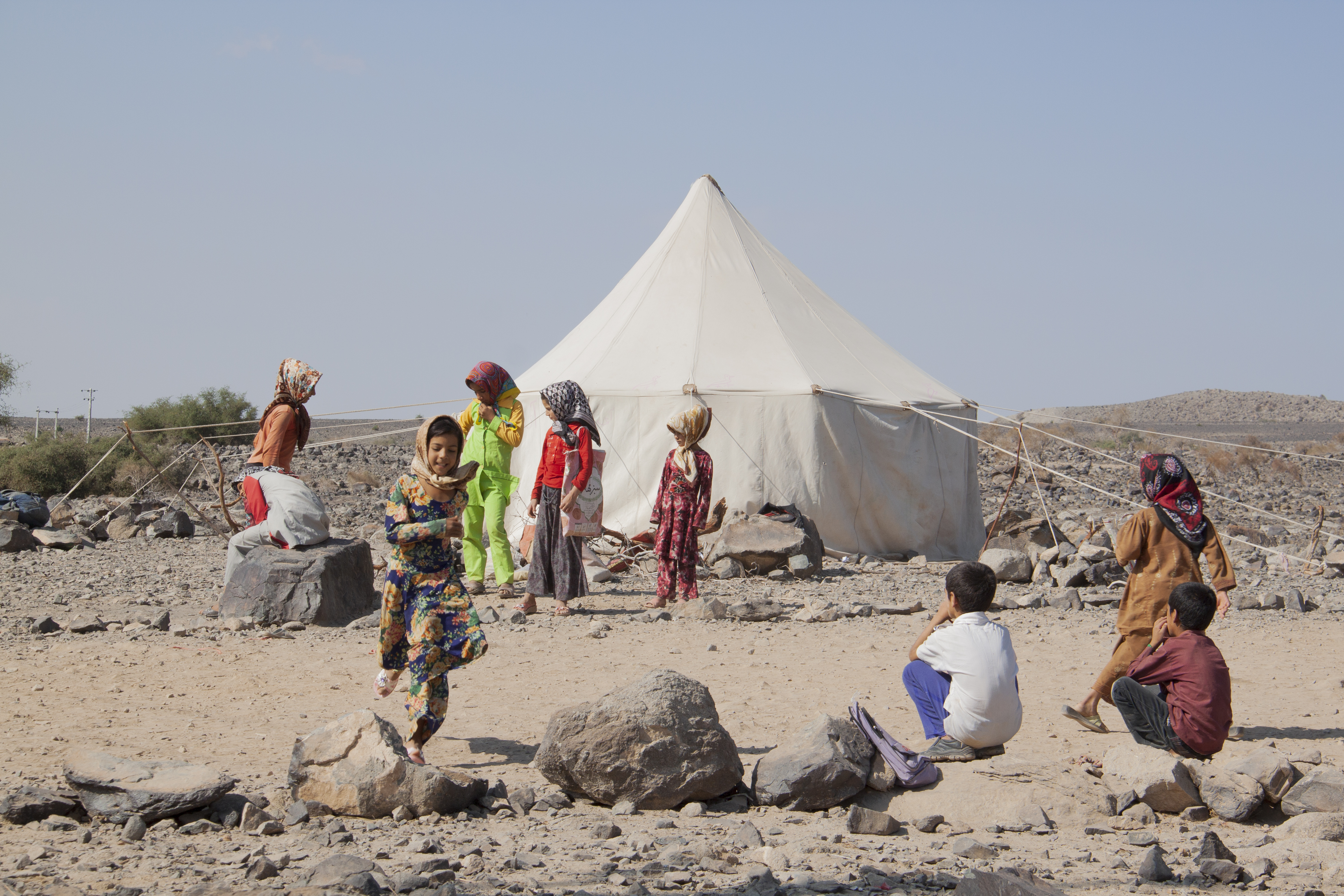
مدارس کپری و چادری در جنوب استان کرمان، ایران

مدرسه در ایران از زمان قاجار به صورت نوین کرد تا پیش از آن آموزش در سده‌های ۱۲ و ۱۳ ه‍.ق در مکتب‌خانه‌ها و مدارس دینی ایران در حدی بود که افراد خواندن و نوشتن و حداکثر احکام دینی را بیاموزند. اما بیشتر آن‌ها فقط علومی را فرا می‌گرفتند که مربوط به مسائل دینی و مذهبی، ادبیات، حساب و هندسه، فلسفه، اخترشناسی و دیگر علوم در سطح معینی بود و با علوم نو آشنایی زیادی پیدا نمی‌کردند. این مسئله موجب می‌شد به نیازهای روز جامعه مانند صنعت، کشاورزی، پزشکی و علوم نظامی توجه چندانی نشود. حال‌ آن که در اروپا، وقوع رنسانس و انقلاب صنعتی در سده‌های ۱۸ و ۱۹ میلادی و پیشرفت روزافزون اروپایی‌ها در علوم نو موجب شد تا آنان به برتری چشمگیری در صنایع نو و احداث کارخانه‌ها و ادوات جنگی دست یابند.
به صورت کلی ساخت مدرسه در ایران باعث رونق و پیشرفت زیاد علمی در کشور شد

## نخستین مدارس نوین ایران
دبیرستان ادب اصفهان توسط یک کشیش به نام دکتر رابرت بروس انگلیسی در حدود سال ۱۲۴۰ (خورشیدی)در محله جلفای اصفهان بنیان  نهاده و افتتاح  شد. دکتر بروس یکی از مأموران انگلیسی بود که در راه سفر به هندوستان با قحطی اصفهان مواجه شد و از رفتن به لاهور و هندوستان صرف نظر کرد و این مدرسه را در جلفا به وجود آورد. پس از بروس، اسقف ادوارد استیورت ، یا استوارت از نیوزیلند به ایران آمد و در سال ۱۲۷۲ کالج را از جلفا به خانه امین الشریعه واقع درخیابان حاج امین التجار در املاک وباغهای مابین نهر فرشادی و دارالحکومه  به مساحت یکصد جریب (استانداری امروز) (خیابان هشت بهشت) منتقل کرد.[۳] این اسقف در مدت ۱۷ سال مدرسه را اداره کرد تا در سال ۱۲۹۰ به انگلیس رفت و فوت شد.[۲] پس از اسقف استیورت آقایان الیس و واکر و ولینتن به ریاست رسیدند.نخستین دبیرستان دخترانه نیز دبیرستان بهشت آیین بود که در باغ شمالی دبیرستان ادب  بوده که 30سال بعد از دبیرستان ادب بعنوان یکی مدارس نوین در ایران که از مهد کودک تا دانشسرا ویژه دختران تاسیس شد و از دوران محمدشاه قاجار شکل گرفتند. دومین  مدرسه   را کشیشی آمریکایی به‌نام پرکینز در ارومیه در سال ۱۲۵۴  ساخت که در آن افزون‌بر برخی دانش‌های جدید، قالی‌بافی و آهنگری نیز به کودکان تعلیم داده می‌شد و دومین مدرسه را اوژن بوره (کشیش فرانسوی) در سال ۱۲۵۵ در تبریز بنا کرد. بوره به‌دنبال آن بود که دارالفنونی تأسیس کند و ایرانیان را از هر قوم و مذهبی با علوم جدید و زبان فرانسوی آشنا کند. او تمام مخارج مدرسه را خودش می‌پرداخت. بعدها مدرسهٔ دیگری به نام باتومیا در جلفای اصفهان توسط بوره تأسیس شد.
در سال‌های سلطنت ناصرالدین‌شاه قاجار، با وجود اینکه مدرسهٔ دارالفنون بازگشایی شد، اما اقدامات آموزشی در همین حد باقی ماند و دانش‌آموزان دورهٔ ابتدایی کماکان در مکتب‌خانه‌ها آموزش می‌دیدند. اما از ابتدای سلطنت مظفرالدین ش جااه، به علت آشنا شدن بیشتر مردم با محیط فرنگستان و رواج افکار جمعی از ثروتمندان که ضمناً خود را جزو طبقهٔ روشنفکر می‌دانستند به تأسیس مدارس ابتدایی و متوسطه اقدام کردند و در کار ایجاد مدارس نوین به سبک اروپایی پیشقدم شدند.
این‌ها همه جدا از تلاش‌های میرزا حسن رشدیه از بنیانگذاران مدارس نوین برای ایجاد مدرسه در شهرهای تبریز، مشهد و تهران است که شاید چون ایرانی بود، با سرزنش‌ها و آزار هموطنان مواجه شد.

## نخستین مدارس در شهرهای ایران

### مدرسه دارالفنون
دارالفنون نام مدرسه متوسطه‌ای بود که به ابتکار میرزا تقی خان امیرکبیر در زمان ناصرالدین‌شاه قاجار برای آموزش علوم و فنون جدید در تهران تأسیس شد. این مرکز نخستین دانشکده علوم نظامی ایران به سبک مدارس عالی اروپا بود.دبیرستان ادب اصفهان در سال ۱۲۴۰ توسط دکتر بروس انگلیسی بنیان و رسماً در سال ۱۲۴۹ تاکنون بعنوان دبیرستان و کالج با داشتن ۳ رشته به صورت کمپلکس و پانسیون در تاریخ ایران  بعنوان ماندگارترین مدرسه شناخته میشود 
امیر کبیر هفت معلم را در رشته‌های مختلف برای تدریس در این مدرسه از اتریش به ایران آورد.
دارالفنون ۱۳ روز قبل از قتل امیرکبیر یعنی در ششم دی ماه ۱۲۳۰ شمسی افتتاح شد.
شاگردان دارالفنون، لباس مخصوص به خود داشتند. آن‌ها سالی دو دست لباس تابستانی و زمستانی به رایگان دریافت می‌کردند و ناهار را به خرج مدرسه در آنجا می‌خوردند.
آن‌ها کمک هزینه تحصیلی یا مقرری دریافت می‌کردند که این مقرری بعدها قطع شد. گاه به هر شاگرد خوب، انعام نیز داده می‌شد.
رشته‌های تحصیلی در دارالفنون شامل هفت رشته پیاده‌نظام، سواره نظام، توپخانه، پزشکی و جراحی، داروسازی و کانی‌شناسی بود.
در دارالفنون علاوه بر دروس اساسی، درس زبان خارجه برای شاگردان اجباری بود و در آن سه زبان فرانسه، انگلیسی و روسی تدریس می‌شد.
دارالفنون را همچنین می‌توان نخستین دانشگاه در تاریخ مدرن ایران دانست.

### دبستان ارفع الدوله
ارفع الدوله (سفیر ایران در یکی از کشورهای اروپایی) با سرمایه شخصی اقدام به ایجاد دبستانی با نام خود نمود که در آن عده ای محصل به صورت شبانه‌روزی و رایگان آموزش می‌دیدند؛ و حتی هزینه لباس و خوراک آنان از سوی بانی مدرسه پرداخت می‌شد.

### مدرسه رشدیه
مدرسهٔ رشدیه نام مدرسه‌ای است که میرزا حسن رشدیه در سال ۱۲۶۸ شمسی در ششگِلان تبریز تأسیس کرد.
مدرسهٔ رشدیه نخستین دبستان به سبک نوین در ایران بود.
پس از چند سال به‌علت تخریب بنای مدرسه، مدرسهٔ دیگری در کوی «جُبّه‌خانه» ساخته شد. این مدرسه در نهایت به محل کنونی در خیابان ارتش جنوبی تبریز منتقل شد.
رشدیه پس از تلاش‌های فراوان برای ساخت مدارس متعدد در ۹۷ سالگی درگذشت.
وصیت او چنین بود: «مرا در محلی به خاک بسپارید که هر روز شاگردان مدارس از روی گورم بگذرند و از این بابت روحم شاد شود».

### مدرسه شوکتیه
مدرسه شوکتیه نخستین مؤسسه آموزش در شهرستان بیرجند بود که در ۱۲۶۹ ه‍.ش (از محل موقوفات شوکت‌الملک اول) تحت عنوان حسینیه شوکتیه ساخته شد و در ۱۲۸۲ ه‍.ش تبدیل به مدرسه شد.
این مدرسه پس از دارالفنون تهران و رشدیه تبریز و مدارس كيخسرو شاهرخ در كرمان، چهارمين مدرسه بود که آموزش به سبک جدید را در ایران آغاز کرد.
مدرسه شوکتیه ابتدا در مقطع ابتدایی بود که پس از مدتی دبیرستان شوکتیه نیز به آن افزوده شد.
برای تشویق افراد به تحصیل در این مدرسه برای محصلین بی‌بضاعت و خانواده آنها کمک‌های نقدی و جنسی مؤثری در نظر گرفته می‌شد.

### مدرسه سعادت بوشهر
مدرسه سعادت که در ۱۲۷۸ خورشیدی به سبک نوین آموزشی در بوشهر تأسیس شد، از نظر تاریخی مادر مدارس جنوب ایران محسوب می‌شود.
این مدرسه به دست احمدخان دریابیگی، حکمران وقت بوشهر، تأسیس شد. محمدحسین سعادت و برادرش عبدالکریم سعادت از معلمین اولیه این مدرسه بودند.
به جهت کمک‌های نقدی مظفرالدین شاه که به درخواست دریابیگی صورت گرفت، این مدرسه به سعادت مظفری مشهور شد.
مدرسه سعادت تا سال ۱۳۲۵ هجری قمری منشأ خدمات نوین آموزشی نه تنها در بوشهر و حوزه خلیج فارس بلکه در نجف، کاظمین و بحرین هم بوده به‌طوری که معلمان این مدرسه برای تدریس به شهرهای بندرلنگه، اهواز، بهبهان هم رفته و مدرسه جدید تأسیس کردند.
در مدرسه سعادت بوشهر علما و شخصیت‌های برجسته‌ای تحصیل کردند و افراد فرهیخته‌ای از این مدرسه فارغ‌التحصیل شدند.
چند سالیست که ۱۸ اسفند، سالروز تأسیس مدرسه سعادت، با عنوان روز بوشهر جشن گرفته می‌شود.

### مدرسه مقدسه تربیتدر شیراز

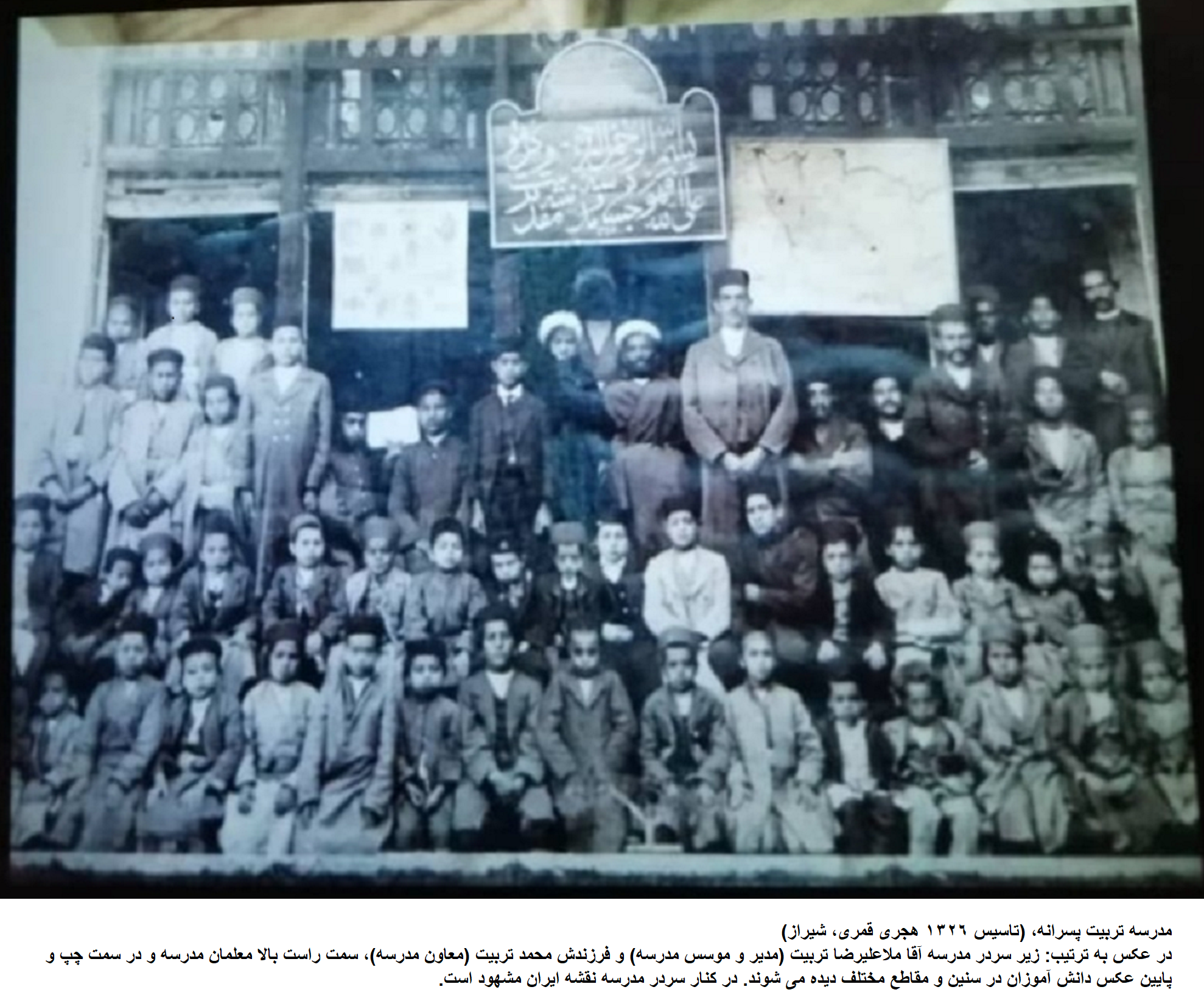
مدرسه تربیت پسرانه، (تأسیس ۱۲۸۶ه.خ، شیراز) در عکس به ترتیب: زیر سردر مدرسه آقا ملاعلیرضا تربیت (مدیر و مؤسس مدرسه) و فرزندش محمد تربیت (معاون مدرسه)، سمت راست بالا معلمان مدرسه و در سمت چپ و پایین عکس دانش آموزان در سنین و مقاطع مختلف دیده می‌شوند. در کنار سردر مدرسه نقشه ایران مشهود است.

در سال ۱۲۸۶هجری شمسی در اثنای انقلاب مشروطه، آقا ملا علیرضا تربیت نخستین مدرسه نوین در جنوب ایران و شهر شیراز تأسیس کرد. وی سپس در سال ۱۳۳۸ مدرسه ای دخترانه به نام مدرسه تربیت نسوان به‌طور جداگانه به آن افزود. مدرسه تربیت نخستین مدرسه رسماً ثبت شده به سبک جدید در شیراز و جنوب ایران بود که در آن علاوه بر علوم قدیم (نظیر قرآن ،ادبیات فارسی و ریاضیات)، علوم جدید نیز نظیر علم الاحیاء (علوم طبیعی)، جغرافیا و زبان‌های انگلیسی و فرانسه تدریس می‌شد. وی برای تدریس زبان انگلیسی، معلم هندی از هندوستان به شیراز دعوت کرد.

### مدرسه مبارکه بختیاری شهرکرد
در سال ۱۲۹۳ حاج میرزا زیرک نخستین مدرسه به سبک جدید را در شهرکرد بنام مدرسه مبارکه بختیاری افتتاح کرد که بسیاری از فارغ‌التحصیلان آن در طی پنجاه سال اخیر، مقامات مهمی در کشور داشته‌اند. حاج میرزا زیرک، که پدر احمد زیرک زاده از سیاست‌مداران ملی‌گرا و همراه مصدق بود، از سوی سردار اشجع سرپرست دانش‌آموزان بختیاری اعزامی به اروپا شد.

### مدرسه احمدیه زابل
در زابل، نخستین مدرسه به سبک جدید در سال ۱۲۹۸ شمسی، تحت نام مدرسه احمدیه، منتسب به احمدشاه قاجار، به دستور شوکت‌الملک علم و به دست سیدمحمد فرزان افتتاح شد.
دراین مدرسه کودک از کلاس نیم شروع به فراگیری می‌کرد، که مواد درسی آن فقط آشنائی با حروف الفبا بود، در کلاس اول حروف آمیخته به هم را در قالب کلمات به محصل می‌آموختند.
پایه تحصیلی آنچنان قرص و محکم پی‌ریزی می‌شد که محصل در کلاس چهارم قادر به خواندن و حفظ متون پرباری چون گلستان سعدی و کلیله ودمنه بود. در کلاش ششم یا آخرین کلاس مدرسه زبان‌های عربی، انگلیسی و فرانسه نیز تعلیم داده می‌شد.
در آن زمان، در مدرسه شوکتیه بیرجند تا کلاس سوم دبیرستان (سیکل اول) تدریس می‌شد و از آن به بعد محصلین علاقه‌مند ناگزیر بودند تا برای اخذ دیپلم به مدرسه دارالفنون تهران بروند.
چند سال بعد، سید محمد فرزان مدرسه‌ای جدیدی احداث کرد و نام این مدرسه را به مدرسه شاهپور تغییر داد.

### مدرسه محمدیه بندر لنگه
مدرسه محمدیه که طبق اطلاعات ارائه شده مدیریت آموزش و پرورش شهرستان بندرلنگه بعد از مدارسی مثل دارالفنون تهران و سعادت بوشهر از نخستین مدارس کشور محسوب می‌شود.
این مدرسه سال ۱۲۹۰ شمسی، در زمان نیابت حکومت میرزا عبدالله خان نوری، مدحت‌السلطنه، به مدیریت عبدالحق که از فضلا و ادبای دانا و اهل هندوستان بود تأسیس شد.
مدرسه محمدیه قبل از تأسیس، خانه متروکه و باغی بود که دارای نخلستان و هم‌چنین محل اسکان تفنگچی‌ها و نگه‌داری اسب حکمرانان وقت بندر لنگه بود، مردم شهر لنگه و افراد خیّر آن را بازسازی و نامش را محمدیه که مشتق از نام محمد پیامبر اسلام است، نهادند.

### مدرسه البرز
دبیرستان البرز (پیشتر: کالج آمریکایی‌ها، کالج البرز)، یکی از مراکز آموزشی معتبر و قدیمی شهر تهران است. این دبیرستان که از نخستین نمادهای آموزشی در ایران است در شمال‌غربی چهارراه کالج، کوچه البرز قرار دارد. دبیرستان البرز بعد از دارالفنون به عنوان یکی از نهادهای آموزشی پرافتخار مطرح است. این دبیرستان به دلیل نمای رشته کوه البرز در پس آن، البرز نام گرفته‌است.
قدمت آموزشی این دبیرستان به سال ۱۲۵۲خورشیدی و تأسیس مدرسه آمریکایی‌ها بازمی‌گردد. این مدرسه ابتدایی در سال ۱۲۷۸خورشیدی همزمان با مدیریت جردن به دبیرستان تبدیل شد و در سال ۱۳۰۱خورشیدی به مکان کنونی خود در چهارراه کالج انتقال یافت و در آن زمان کالج آمریکایی‌ها یا کالج البرز نامیده می‌شد. در سال ۱۳۱۹خورشیدی همزمان با آغاز مدیریت ایرانیان بر آن، دبیرستان البرز نام گرفت. بنای اصلی این دبیرستان از نخستین آثار نیکلای مارکف، معمار تفلیسی است که آثار ماندگار زیادی در ایران دارد. ساختمان مرکزی البرز و ساختمان علوم این دبیرستان جزو آثار ملی ایران به ثبت رسیده‌اند. دبیرستان البرز به دلیل قدمت تاریخی و سوابق درخشان علمی، آموزشی و فرهنگی در ۱۶ اسفند سال ۱۳۸۵توسط شورای عالی آموزش و پرورش جزو مدارس ماندگار ایران شناخته شد.

### نخستین مدرسه دولتی کرمان
اولين مدارس جديد در كرمان به سبك تعليم و تربيت نوين توسط زرتشتيهاي كرمان و به همت مرحوم كيخسرو شاهرخ تأسيس شد. در كناب يادداشتهاي كيخسرو شاهرخ چنين آمده است:
""در ابتداي ورود من فقط يك مكتب خانه در محله شهر داشتند، گذشته از آنكه آن آباد شد، نيز به تأسيس سه باب مدرسه دخترانه كه در كرمان اولين مرتبه بود اقدام نمودم. يكي در قبه سبز [كه همان محله تاريخي گنبد سبز است]، يكي در بيرون دروازه ناصريه و ديگري به تشويق خويشِ خودم مرحوم جمشيد جهانگير در محله شهر و يك مدرسه پسران ديگر در محله پرموتن [در نزديكي دروازه ريگ آباد] و يك مدرسه در قناتغستان و ديگري در اسماعيل آباد جوپار دائر و به تمام سركشي نموده و بر همه مديريت داشتم.
هم تعليم مي دادم و خوب پيشرفتي نمودند و به اينها قانع نبوده در سال دهم بودنم در كرمان به كمك جماعت، مدرسه بزرگ ملي  در بيرون دروازه ناصريه ساخته شد كه زمين آن را مرحوم ارباب شهريار خدابخش [سروشيان] از اراضي باغ مرحوم ارباب گشتاسب دينيار كرم نمود و اين مدرسه را هم به اسلوبي خوب كه هنوز وجود دارد و دبيرستان ملي زرتشتيان [كه امروزه به نام ايرانشهر]است تمام كردم و از كرمان رفتم.""
مرحوم كيخسرو شاهرخ اين يادداشت را در سال ١٣١٧ شمسي و در شهر بادن بادن در جنوب آلمان مي نويسد و در آن به تأسيس مدارسي در سال ١٢٧٣ هجري شمسي و در زمان حكومت عبدالحسين ميرزا فرمانفرما در كرمان اشاره دارد و چنانچه در كتاب يادداشتهاي خود مي نويسد در سال دهم بودنش در كرمان يعني در سال ١٢٨١ شمسي ساخت مدرسه ملي ايرانشهر را در خياباني كه امروزه به نام ميرزا برزو آميغي مي باشد، به اتمام مي رساند.
اگر از اولين مدارسي كه توسط مبلغين مسيحي انگليسي كه به ترتيب در شهرهاي اصفهان، اروميه، تبريز و كرمان ساخته شده اند صرف نظر كنيم، مدارس كيخسرو شاهرخ در كرمان پس از دارالفنون تهران و رشديه تبريز، مدارسي هستند که آموزش به سبک جدید را در ایران آغاز کردند.
پس از تأسيس مدارس كيخسرو شاهرخ در سال ١٢٧٣ شمسي مدارس ديگري به شرح زير در كرمان تأسيس شد.
مدرسه پسرانه و دخترانه انگليسي مرسلين به ترتيب در سالهاي ١٢٧٦ شمسي و ١٢٨٠ شمسي، مدرسه ملي ايرانشهر در سال ١٢٨١ شمسي، مدرسه پسرانه ملي شهاب در سال ١٢٨٥ شمسي، مدرسه پسرانه سعادت در سال ١٢٨٥ شمسي، دبستان دخترانه ملي عصمتيه در سال ١٢٩٢ شمسي و دبستان دخترانه شهرياري در سال ١٢٩٧ شمسي.
در سال ۱۲۹۲ شمسی، سید مصطفی کاظمی و یک نفر از شاگردان دبیرستان آلیانس فرانسه برای تأسیس مدرسه دولتی به کرمان آمدند.
سید مصطفی کاظمی در سال ۱۲۹۳ شمسی در سن ۲۸ سالگی به ریاست اداره معارف کرمان منصوب شد و دبستان دولتی احمدی را در دوم بهمن ماه همان سال با کمک اعانه عمومی و ملی تأسیس کرد. به دلیل سلطنت احمد شاه این مدرسه ابتدا به احمدیه یا احمدی موسوم بود. سپس در دوره پهلوی اول در سال ١٣٠٥ شمسي به مدرسه پهلوی تغییر نام داد و پس از پیروزی انقلاب اسلامی در سال ١٣٥٧ به نام دبیرستان امام خمینی معروف شد.
سید مصطفی خان علاوه بر اینکه ریاست اداره معارف و مدیریت مدرسه احمدی را عهده‌دار بود به تدریس تاریخ جغرافیا و اخلاق در مدرسه نیز مشغول بوده‌است.
محل این مدرسه ابتدا در خانه استیجاری نصرت السلطان واقع در بازار وكيل كرمان قرار داشت و در سال ١٣٠٧ شمسي و در زمان رياست ميرزا حسين جودت بر اداره معارف و اوقاف كرمان به عمارت دولتی، معروف به خوابگاه ژاندارمري در محل امروزي اداره كل آموزش و پرورش استان كرمان منتقل شد و در سال ١٣٢٠ دبيرستان پهلوي به محل دبيرستان جم كه همان دبيرستان انگليسي مرسلين بود، منتقل شد و با دبيرستان جم ادغام گرديد و امروزه دبيرستان امام خميني بخشي از دبيرستان جم- پهلوي مي باشد، كه تاريخ تأسيس آن به سال ١٢٧٦ شمسي مي رسد.

### مدرسه ملی ناصری خلخال
یکی از نخستین مدارس مدرن در آذربایجان، مدرسه ناصری خلخال است. همانند شهر تبریز در خلخال نیز ناصر روائی با مساعدت و زحمات شخصی خویش به تأسیس مدرسه ملی در ولایت آذربایجان عصر قاجاریه اقدام کرد.
وی در سال ۱۲۸۴ هجری شمسی به فکر تأسیس و ایجاد مدرسه در خلخال افتاد. در آن زمان به غیر از تبریز در هیچ شهر آذربایجان مدرسه وجود نداشت. تحصیلات مانند سایر نقاط کشور در مکتب خانه‌ها انجام می‌گرفت.
ناصر روائی درکتاب ” خاطرات و اسناد ناصر دفتر روائی” در این زمینه می‌نویسد :” با اینکه در خلخال افکار عمومی به کلی از اینگونه تأسیسات بیگانه و اقدام بدان مستلزم انواع مخاطره و فداکاری‌ها بود، نگارنده از روی یک احساسات درونی خود را برای مقابله با هر گونه مرارت حاضر کردم و با استفاده از وجود میرزا محمدتقی او بدین اراده افتادم که مدرسه ای در قصبه خلخال افتتاح و خدمات وطنی خود را از این راه تعقیب نمایم ”
از حسن اتفاق در زمانی که ناصر روائی به فکر تأسیس آموزشگاهی با اصولی جدید و مدرن بود، میرزا محمد تقی خوجینی معروف به حاج معلم پس از سالها کسب علم و تجربه در باکو، برای دیدار اقوام و خانواده خویش به خلخال آمده بود.
ناصر دفتر در ادامه خاطرات خود توضیح می‌دهد که برحسب دستور حاج میرزا محمدتقی خوجینی، اثاث مدرسه را با هزینه شخصی خود فراهم کرده و بهترین عمارت قصبه (خانه حاج سلیم مرحوم) را با ماهی 10 تومان وجه اجاره می‌کند و در اول مهرماه سال 1326 قمری (1287 شمسی)، مدرسه را با مدیریت و معلمی حاج میرزا محمد تقی خوجینی و یک نفر دیگر از کسان او (میرزا رفیع) و نظامت آقا سید کریم و یک نفر مستخدم، با شصت نفر شاگرد در دو کلاس افتتاح می‌کند و جشن افتتاحیه را در عمارت مدرسه برپا می‌کند.
روائی فرصت را مغتنم شمرد و منظور خویش را با حاج معلم در میان گذاشت که پس از مذاکره و بحث و تبادل نظر، میرزا محمد تقی پیشنهاد ناصر روائی مبنی بر مدیریت مدرسه را بر عهده گرفت و نخستین مدرسه ملی در آذربایجان بنام ” مدرسه ناصری” در سال ۱۲۸۵ هجری شمسی در خلخال تأسیس شد.
تحصیل در این مدرسه رایگان بود و بنا به اسناد تاریخی ناصر روائی از جیب خود مخارج آن را عهده‌دار بود و از کمک‌های افراد خیر زمان هم برای اداره مدرسه استفاده می‌کرد.
تدریس در این مدرسه به زبان ترکی آذربایجانی انجام می‌شد. متأسفانه در پاییز۱۲۸۶ هجری شمسی بر اثر هجوم افراد یاغی و اشرار محل و بروز نا امنی در منطقه مدرسه ناصری منحل و اثاثیه آن غارت شد.
در سال ۱۲۸۹خورشیدی مجدداً بر اثر همت و مساعدت اهالی خلخال مدرسه مجدداً بازگشایی شد.
مدرسه در طول حیات خویش با فراز و نشیب‌های بسیاری همراه بود و متناسب با تحولات سیاسی و اجتماعی منطقه دچار تعطیلی، بازگشایی یا تغییر نام قرار می‌گرفت. تا اینکه در سال ۱۳۸۴ شمسی پس از سالها تلاش و گفتگو بالاخره با پافشاری مردم با فرهنگ خلخال نام مدرسه به همان نام سابق خود یعنی ناصری برگشت.

### مدرسه مظفریه رشت
سال ۱۲۷۷هجری شمسی محمد ولی خان سپهسالار (نصر السلطنه) حاکم گیلان در زمان مظفرالدین شاه نخستین مدرسه رشت را با نام (مدرسه مظفریه شرافت) در یکی از خانه‌های این شهر تأسیس کرد. این مدرسه بعدها با استفاده از کمک و همیاری مردم به ساختمان دو طبقه ای در محله سبزه میدان منتقل شد و سرآغاز تأسیس مدارس ملی و دولتی از جمله دبیرستان شهیدبهشتی (شاهپور سابق) بود.
نام آورانی چون: محمّد معین ،فضل‌الله رضا ،عنایت‌الله رضا ،هوشنگ ابتهاج و مجید سمیعی در این مدرسه تحصیل کرده‌اند.

### مدرسه مصطفویه بستک
مدرسه مصطفویه بستک از مدارس قدیمی و ماندگار ایران به‌شمار می‌رود که اواخر دوره قاجار در سال ۱۳۰۲ خورشیدی تأسیس شده‌است.

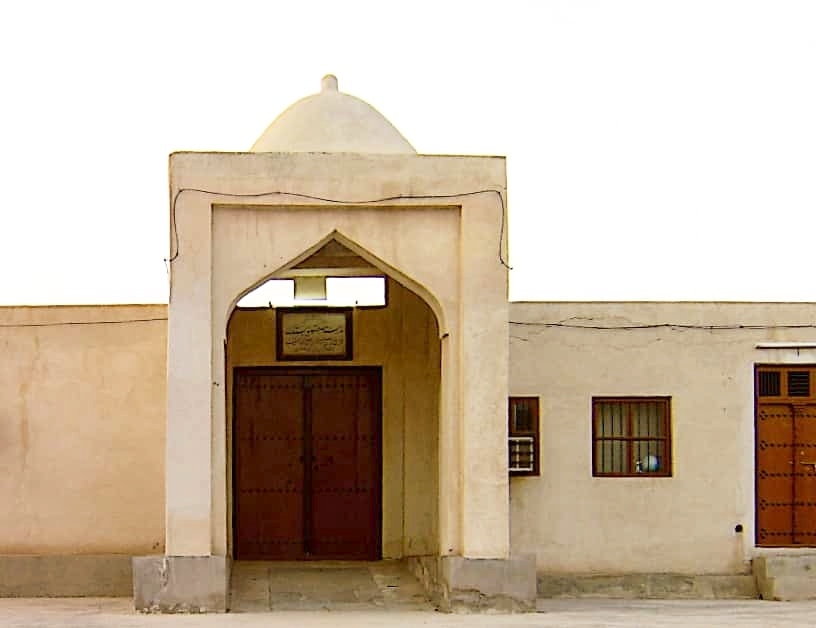
نمای ورودی و سردر مدرسه مصطفویه بستک

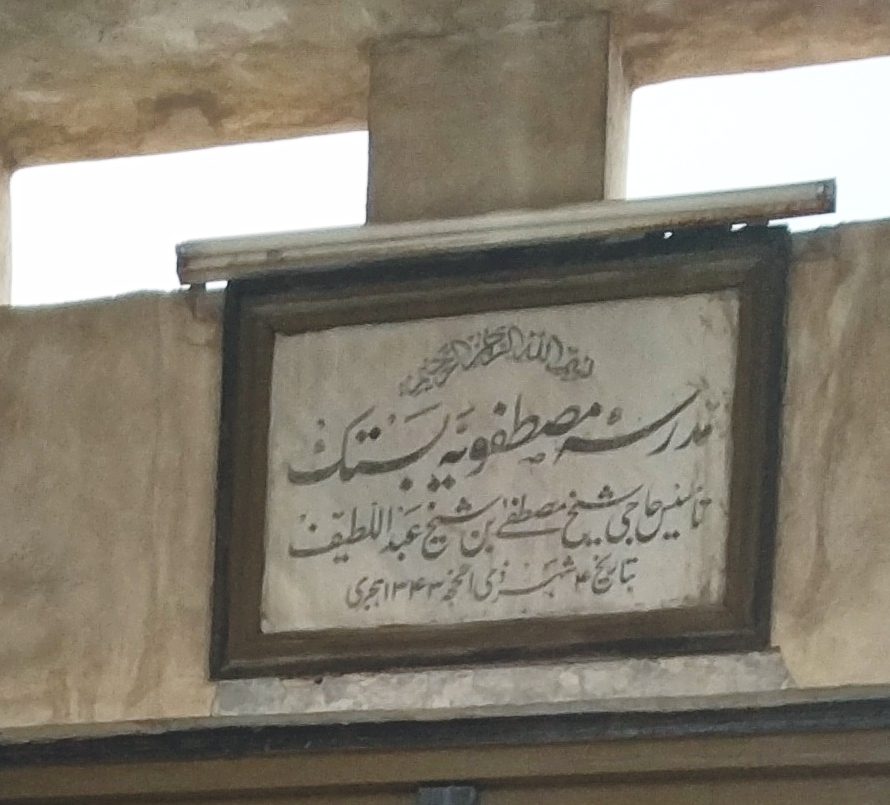
کتیبه سردر مدرسه

بانی مدرسه شخص خیری به‌ نام حاج شیخ مصطفی بن شیخ عبداللطیف عباسی بستکی است که نام وی در کتیبهٔ سر در مدرسه دیده می‌شود.
این مدرسه در شهر بستک استان هرمزگان است و اکثر ریش‌سفیدان و دانشمندان منطقه بستک از نخستین دانش‌آموختگان این مدرسه هستند.
این مدرسه تا به امروز همچنان بدون وقفه دایر می‌باشد.
این مدرسه در تاریخ ۷ مهر ۱۳۸۱ با شمارهٔ ثبت ۶۱۰۸ به‌عنوان یکی از آثار ملی ایران به ثبت رسیده‌است.

### دیگر مدارس زمان قاجار
مدرسه فلاحت (کشاورزی) که دولت آن را بنا کرد؛ و مدرسه مخصوصی که وزارت خارجه با کمک مشیر الدوله و مؤتمن الملک برای تربیت مأمورین سیاسی خود برای اعزام به کشورهای خارجی ایجاد کرد؛ و در آن به آنها تعلیمات لازم را می‌داد.
البته ناصر نجمی در رابطه با این مدارس متذکر شده‌است: در مدارسی که در آن روزگار تأسیس شد به علت برخی عقب افتادگی‌ها و نبودن معلمان آزموده و شرایط خاص اجتماعی و مقتضیات دیگر، از حیث برنامه دروس، معلمین و کتب خیلی ناقص و نامتناسب بودند و طرز تدریس کتب آنها بسیار قدیمی و کهنه بود.

## ورود دختران به مدارس
تا بعد از مشروطیت مدرسه ای برای دختران ایجاد نشد، به عوام چنین تلقین می‌شد که درس خواندن برای دختران لازم و جایز و پسندیده نیست و شاید شرط عفت را در زندگی کنج خانه نشستن و نداشتن سواد می‌دانستند. ثانیاً عامه مردم نظر خوبی به تحصیل در مدارس جدید نداشتند
پس از انقلاب مشروطیت گفتگوهایی بین نمایندگان صورت گرفت. پاره ای از آنان چون ناظم‌الاسلام از تأسیس مدارس دخترانه حمایت نمودند و گفتند: «در تربیت بنات و دوشیزگان وطن بکوشیم و به آنها لباس علم و هنر بپوشیم، چه تا دخترها عالم نشوند، پسرها به‌خوبی تربیت نخواهند شد». این اقدامات در حالی صورت گرفت که اوضاع ایران بسیار منقلب بود و به هرگونه نوگرایی در جامعه با دیده شک و تردید نگریسته می‌شد. با تمام دشواری‌ها، پس از بالا رفتن سطح آگاهی‌های جامعه و احساس ضرورت ایجاب مدارس دخترانه، پنج تن از بانوان آزاداندیش و دلسوز ایرانی دست به کار شدند و در همان زمانی که نمایندگان به بحث و جدل پایان ناپذیر دربارهٔ چگونگی ایجاد این مدارس می‌پرداختند، به تأسیس نخستین مدارس دخترانه ایران اقدام کردند.
با وجود چنین شرایطی، تعداد مدارس دخترانه رو به گسترش نهاد به‌طوری که در سال ۱۳۲۲، تعداد مدارس دخترانه 870 و تعداد فارغ‌التحصیلان آن 50000 نفر بودند.

### مدرسه پرورش
شخصی به نام بانو آزموده در تهران نخستین مدرسه دخترانه را به نام «پرورش» در سال ۱۳۲۱قمری(۱۲۸۲خورشیدی) افتتاح کرد. اما به دلیل ضدیت و فشار مخالفان فرهنگ، عمر این مدرسه پس از چهار روز فعالیت به سر آمد. مأموران دولت با تهدید و فحاشی مدرسه را بستند.

### مدرسه دوشیزگان
در سال ۱۳۲۴ هـ. ق مدرسه ای به نام مدرسه دوشیزگان توسط بانو بی بی خانم استرآبادی، برای دختران گشایش یافت. اما با وجود ایستادگی بی بی خانم در برابر مشکلات، مدرسه دوشیزگان نیز تعطیل شد.

### مدرسه ناموس[۱۳]
مدرسه ناموس، در سال ۱۲۸۶هـ.خ توسط خانم طوبی آزموده در خیابان فرمانفرما، نزدیک چهارراه حسن‌آباد تأسیس شد. آزموده، که با شرایط آن روزگار آشنایی داشت با تدبیری جدید شروع به کار نمود. در ابتدا به تأسیس کلاسهای اکابر برای بانوان اقدام نمود و سپس قرآن و تعالیم مذهبی و علم الحدیث را در دروس گنجاند و سالی یک بار در مدرسه مجالس روضه خوانی ترتیب داد. حضور معلم مرد در مدرسه امکان نداشت زیرا بهانه به دست مخالفان می‌داد و از دیگر سوی معلم زن هم نبود، بنابراین خانم آزموده به کمک جمعی، کتاب‌هایی برای محصلان فراهم کرد و خود تعلیم دانش آموزان را به عهده گرفت. او با استقامت بسیاری در راهی که برگزیده بود، موفق شد در سال ۱۳۰۷خورشیدی نخستین دبیرستان دخترانه تهران را نیز تأسیس کند. مدرسه ناموس بعدها به صورت یکی از مهم‌ترین و مجهزترین مدارس متوسطه تهران درآمد.
پس از مقاومت‌های فراوان زنان در برابر هنجارهای غلط آن دوران، سرانجام در سال ۱۳۲۷ ه‍.ق کلیه دبستان‌های تهران دولتی شدند و رسماً تحت نظارت اداره فرهنگ قرار گرفتند و ۴۶ باب مدارس دخترانه و پسرانه تأسیس گردید.

## مدارس ماندگار ایران
مدارسی که قدمت تاریخی بنای آن‌ها حداقل ۵۰ سال است و ساختمان آن‌ها هنوز به قدری مستحکم است که امکان استفاده و تحصیل از آن‌ها وجود داشته باشد، مدارس ماندگار نامیده می‌شوند؛ این مدارس با معیارهای خاص وزارت آموزش و پرورش ایران انتخاب و به شکل هیئت‌امنایی مدیریت می‌شوند.

## مدارس اروپایی و امریکایی
مدرسه‌ های میسیونری
مدرسه سن لوئی (تهران) 
مدرسه ژاندارک (تهران)
مدارس الیانس
دبیرستان فرانسوی-ایرانی رازی (تهران) 
مدرسه های مموریال امریکایی یا مموریال اسکول

## کشف قدیمی‌ترین مدرسه تاریخی ایران
به گزارش میراث فرهنگی در سال ۸۴، مدرسه ای قدیمی در شهر تاریخی توس کشف شد که شباهت معماری آن با معماری دو دوره خوارزمشاهیان و مغول، تخمین دقیق تاریخ ساخت این مدرسه را غیرممکن ساخته‌است. باستان شناسان احتمال می‌دهند این مدرسه قدیمی‌ترین مدرسه تاریخی موجود در ایران باشد.
اگر این مدرسه در زمان خوارزمشاهیان ساخته شده باشد، می‌توان نتیجه گرفت این مدرسه قدیمی‌ترین معماری موجود یک مدرسه تاریخی در ایران خواهد بود. در حال حاضر مدرسه امامیه اصفهان قدیمی‌ترین معماری موجود یک مدرسه در ایران است که ساخت آن به سال ۷۵۰ هجری قمری برمی گردد. در کاوش‌های باستانی مختلف مدارس بسیار زیادی کشف شده‌است اما از هیچ‌کدام از آن‌ها معماری کاملی بدست نیامده است.
محمد طغرایی، مسئول هیئت کاوش شهر توس تابران در این مورد گفته‌است: «حدس اولیه تاریخ ساخت این مسجد را به دوره خوارزمشاهیان در سال‌های ۵۷۰تا۷۵۰ نسبت می‌دهد. اگر این فرضیه اثبات شود این معماری، قدیمی‌ترین معماری موجود یک مدرسه در ایران خواهد بود.»
او گفت: «بررسی‌ها نشان می‌دهد که این مدرسه بر روی پلان (معماری) قدیمی خود دوباره بازسازی شده‌است. در این مدرسه کتیبه‌هایی به خط کوفی و آجر تراش پیدا شده‌است که متعلق به دوره هخامنشیان است. از طرفی معماری کلی مدرسه از نظر سبک به سبک مغولی (رازی) شباهت دارد.»
او گفت: «علاوه بر آن دوره مغول دوره جنگ و خونریزی بوده و هیچ تلاشی برای بازسازی در خراسان نشده‌است. این مسئله هخامنشی بودن این اثر را پررنگ تر می‌کند. از طرفی سفال‌های بدست آمده در این بررسی‌ها متعلق به دوره‌های مختلف است و نمی‌تواند مغولی بودن این مدرسه را اثبات کند.»
قدیمی‌ترین مدرسه شناخته شده در ایران نظامیه خرگرد بوده که توسط اندره گدار فرانسوی کاوش شده‌است. کتیبه این مدرسه به سال ۴۵۰ هجری قمری در موزه ایران باستان قرار دارد اما معماری از آن بدست نیامده و کاملاً تخریب شده‌است.